# Guerra do Uísque
A Guerra do Uísque, também conhecida como Guerra do Licor, foi uma pseudo-confrontação e disputa territorial entre a Dinamarca e o Canadá sobre a Ilha de Hans.
De 1978 a 2022, Ilha de Hans esteve no meio de um desentendimento entre as duas nações. O jornal canadense The Globe and Mail informou em 10 de junho de 2022, que os governos canadense e dinamarquês se estabeleceram em uma fronteira através da ilha, dividindo-a entre o território canadense de Nunavut e o país constituinte dinamarquês da Groenlândia.

## Acontecimentos prévios

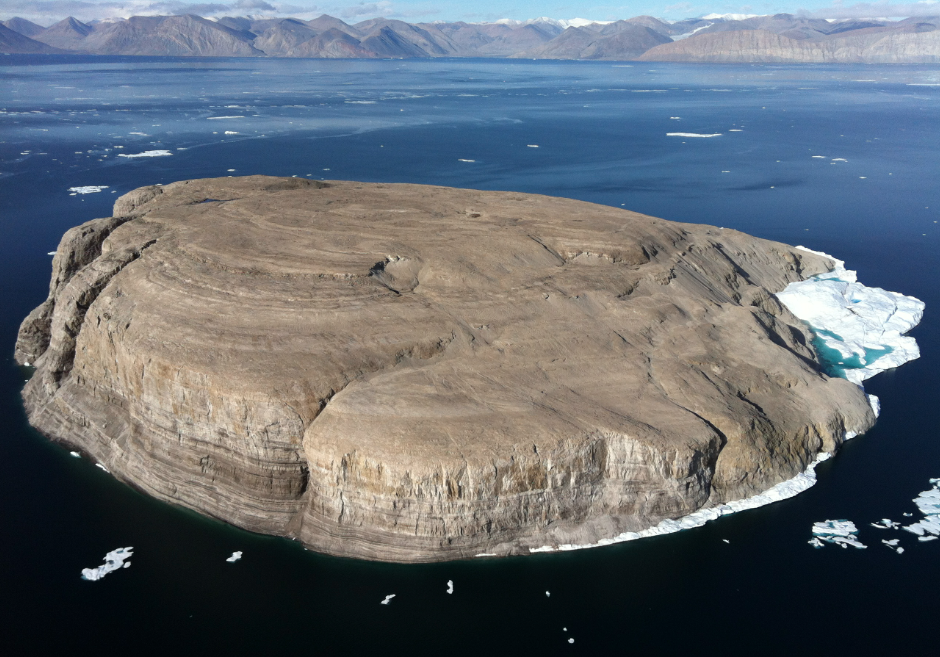
Ilha Hans vista do ar em agosto de 2012, com a Ilha Ellesmere ao fundo

A Ilha Hans fica no meio do Canal Kennedy entre a Groenlândia e a Ilha Ellesmere. Uma linha teórica no meio do estreito atravessa a ilha. O Canadá e a Dinamarca não conseguiram chegar a um acordo na Ilha Hans em 1973, quando um tratado de fronteira foi assinado, deixando uma lacuna na descrição da fronteira.[carece de fontes?]

## Conflito e resolução pacífica
Em 1984, soldados canadenses "provocaram" a Dinamarca ao fincar sua bandeira na ilha e deixar uma garrafa de uísque canadense. O próprio ministro dinamarquês dos Assuntos da Groenlândia veio à ilha no mesmo ano com a bandeira dinamarquesa, uma garrafa de conhaque e uma carta dizendo "Bem-vindo à ilha dinamarquesa" (Velkommen til den danske ø). Os dois países passaram a se revezar plantando suas bandeiras na ilha e trocando bebidas alcoólicas. As bandeiras foram dobradas corretamente e respeitosamente. Também houve anúncios do Google usados para "promover suas reivindicações". Apesar da seriedade, tudo foi feito de forma amigável.
No ano de 2005, ambos os países concordaram em realizar um processo para resolver a questão, que foi finalmente resolvido em 2022.
Essa pequena disputa de fronteira é frequentemente considerada engraçada entre as duas nações, com os moradores exibindo seu humor. Apesar da gravidade oficial do assunto, a forma como o conflito foi conduzido foi despreocupada, demonstrada pelo tempo necessário para resolver a disputa, se nada mais. Ambas as nações estão em termos amigáveis e também são membros fundadores da OTAN. Praticamente nenhuma mudança significativa além da área total das duas nações foi feita.[carece de fontes?]

## Linha do tempo
- 1980–1983 – A empresa canadense Dome Petroleum fez pesquisas na ilha e ao redor dela.[12][13]
- 1984 – Tom Høyem, ministro dinamarquês para a Groenlândia, fretou um helicóptero para a ilha, colocando uma bandeira e uma garrafa lá.[14]
- 1988 - O dinamarquês de patrulha do Oceano Ártico, abordo do HDMS Tulugaq chegou à ilha, construiu um marco e colocou um mastro e uma bandeira dinamarquesa na ilha.
- 1995 – O oficial de ligação dinamarquês e os geodesistas voaram e colocaram outro mastro e bandeira.
- Final de agosto de 1997 - O dinamarquês de patrulha Ártico/Oceano, HDMS Agpa tentou chegar à ilha, mas foi forçado a fazer uma curva a 241 km da Ilha, devido ao gelo extremo.
- 2001 – Keith Dewing e Chris Harrison, geólogos do Serviço Geológico do Canadá que estavam mapeando o norte da Ilha Ellesmere, voaram de helicóptero para a ilha.[15]
- 13 de agosto de 2002 – O navio de inspeção dinamarquês HDMS Vædderen chegou e ergueu um novo marco, mastro e bandeira, encontrando a bandeira de 1988 faltando e a bandeira de 1995 em pedaços.
- 1º de agosto de 2003 – A tripulação da fragata dinamarquesa HDMS Triton desembarcou na ilha e substituiu a bandeira dinamarquesa novamente.
- 13 de julho de 2005 – Soldados canadenses desembarcam na ilha, colocando um marcador de pedra tradicional Inuit (Inukshuk) com uma placa e uma bandeira canadense.[16]
- 20 de julho de 2005 – Como um movimento simbólico, o Ministro da Defesa canadense, Bill Graham, pôs os pés na ilha.[17]
- 25 de julho de 2005 – Um funcionário do governo dinamarquês anunciou que a Dinamarca emitiria uma carta de protesto ao Canadá.[2]
- 25 de julho de 2005 – O vice-primeiro-ministro da Groenlândia, Josef Motzfeldt, afirmou que a ilha havia sido ocupada pelo Canadá, afirmando que os especialistas deveriam determinar a qual país a ilha pertence.[18]
- 28 de julho de 2005 – O embaixador dinamarquês no Canadá publicou um artigo no jornal Ottawa Citizen sobre a visão dinamarquesa sobre a questão da Ilha Hans.[19]
- 4 de agosto de 2005 - O dinamarquês de patrulha ártico/oceano, HDMS Tulugaq foi enviado da Estação Naval Grønnedal para a Ilha Hans para afirmar a soberania dinamarquesa. Esperava-se que o cortador chegasse em três semanas.
- 8 de agosto de 2005 – Jornais dinamarqueses noticiaram que o Canadá desejava iniciar negociações sobre o futuro da Ilha de Hans. A notícia foi bem recebida pelo primeiro-ministro dinamarquês Anders Fogh Rasmussen, que afirmou: "É hora de parar a guerra da bandeira. Ela não tem lugar em um mundo moderno e internacional. Países como a Dinamarca e o Canadá devem ser capazes de encontrar uma solução pacífica em um caso como este."[20]
- 16 de agosto de 2005 – De acordo com o ministro das Relações Exteriores dinamarquês Per Stig Møller, a Dinamarca e o Canadá concordaram em reabrir as negociações sobre o futuro da Ilha Hans. A Dinamarca iniciaria imediatamente as pesquisas geológicas na área, e Per Stig Møller se encontraria com seu colega canadense Pierre Pettigrew em Nova York em meados de setembro. Caso não cheguem a um acordo, ambos os governos concordaram em submeter a disputa à Corte Internacional de Justiça em Haia. O governo da Groenlândia concordou com este curso de ação. Em relação ao helicóptero de patrulha dinamarquês HDMS Tulugaq, então a caminho da Ilha Hans, o ministro afirmou: "Eu instruí o navio a navegar até lá, mas eles não vão desembarcar derrubando a bandeira [canadense] e substituindo-a por uma nova. ser um pouco infantil [comportamento] entre dois aliados da OTAN."[21]
- 20 de agosto de 2005 – O ministro das Relações Exteriores do Canadá, Pierre Pettigrew, afirmou que a reivindicação do Canadá à ilha tinha uma base sólida no direito internacional e provavelmente não acabaria perante um tribunal mundial. "A nossa soberania sobre a ilha tem uma base muito forte", disse o ministro em entrevista telefónica a um jornalista da Canadian Press.[22]
- 19 de setembro de 2005 – De acordo com o Ministro de Relações Exteriores do Canadá, Pierre Pettigrew, Canadá e Dinamarca concordaram em um processo para resolver a disputa sobre a ilha. Pettigrew e seu colega dinamarquês, Per Stig Møller, se encontraram em Nova York neste dia. Pettigrew disse que os dois países trabalharão juntos "para deixar essa questão para trás". No entanto Pettigrew reiterou que o Canadá tem soberania sobre a ilha.[5]
- 16 de agosto de 2006 – Um geólogo de Vancouver recebe uma licença de prospecção para Hans Island do governo canadense.[23]
- 17 de março de 2007 – Cientistas da Universidade de Toronto e da Universidade Técnica da Dinamarca anunciaram planos para instalar uma estação meteorológica automatizada na ilha, em algum momento do verão de 2007.[24]
- Julho de 2007 – Canadá atualiza fotos de satélite e reconhece que sua linha construída para o acordo marítimo anterior teria passado aproximadamente pelo meio da ilha; as negociações continuam com a Dinamarca sobre o estabelecimento de uma fronteira terrestre internacional ou soberania insular.[25]
- 4 de maio de 2008 – Um grupo internacional de cientistas da Austrália, Canadá, Dinamarca e Reino Unido instalou uma estação meteorológica automatizada na Ilha Hans.[26]
- 11 de abril de 2012 – Proposta para o Canadá e a Dinamarca dividirem a Ilha Hans.[27]
- 29 de novembro de 2012 – Canadá e Dinamarca fecham um acordo sobre a fronteira exata entre eles, mas sem definir a fronteira perto da Ilha de Hans.[28]
- 23 de maio de 2018 – Canadá e Dinamarca anunciam uma força-tarefa conjunta para resolver a disputa sobre a Ilha Hans.[29]
- Fevereiro de 2019 – O geólogo canadense John Robins recebe uma reivindicação de exploração de minerais para Hans Island pelo governo canadense como parte dos esforços para ajudar a causa da reivindicação de soberania do Canadá.[30]
- 12 de setembro de 2019 – O Governo da Groenlândia decidiu aprovar o fechamento temporário da Ilha Hans para o pedido de licenças de exploração mineral. Esta aprovação foi baseada em um acordo entre o Canadá e a Dinamarca. O geólogo canadense John Robins, portanto, também teve sua reivindicação de exploração mineral para a Ilha Hans suspensa pelo governo canadense. O dinamarquês Andreas G. Jensen também teve seu pedido de licença de exploração mineral indeferido pelo Reino da Dinamarca, em razão deste acordo de fechamento.[31]
- 10 de junho de 2022 – Canadá e Dinamarca estabeleceram uma fronteira na ilha, dividindo-a entre o território canadense de Nunavut e o país constituinte dinamarquês semi-autônomo da Groenlândia.[3]
- 14 de junho de 2022 – O plano para dividir a ilha entre as duas nações foi revelado oficialmente.[32]